# Blythe Bridge
Blythe Bridge – wieś w Anglii, w hrabstwie Staffordshire, w dystrykcie Staffordshire Moorlands. Leży 19 km na północ od miasta Stafford i 210 km na północny zachód od Londynu. Miejscowość liczy 1478 mieszkańców.